# 山田郡 (三重縣)
山田郡為過去位於日本三重縣西北部的郡，已於1896年4月1日與阿拜郡合併為阿山郡。
在1879年實施郡區町村編制法時的轄區包括現在的伊賀市東部地區。

## 歷史
過去在令制國時代屬於伊賀國，在江戶時代成為津藩的領地，19世紀末明治維新實施廢藩置縣後改隸屬津縣，1872年的第一次府縣整併中被併入安濃津縣，三個月後安濃津縣即更名為三重縣。
在1879年實施郡區町村編製法時，正式的設置了近代的行政區劃「山田郡」，並在阿拜郡上野町（位於現在的伊賀市）設置「阿拜山田郡役所」，同時管轄阿拜郡和山田郡。

### 沿革

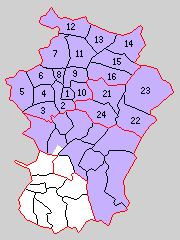
1889年山田郡轄下的行政區劃：
21.山田村、22.布引村、23.阿波村、24.友生村
（紫色：現屬伊賀市、1 - 16屬阿拝郡）

- 1889年4月1日：實施町村制，山田郡則下設山田村（日语：山田村 (三重県)）、布引村（日语：布引村）、阿波村（日语：阿波村 (三重県)）、友生村（日语：友生村）。（4村）
- 1896年4月1日：實施郡制（日语：郡制），阿拜郡和山田郡合併為阿山郡。[2]